# Касоль
Касоль (Касол) — горная деревня в Индии, в округе Куллу штата Химачал-Прадеш. Расположена на левом берегу реки Парвати (приток Беаса) в одноимённой долине, приобрела известность, как высокогорный курорт.
Ближайшие населённые пункты Нходж, Чхалая и Сума-Ропа, Маникаран, Манали.

## Топографические карты
Лист карты I-43-143. Масштаб: 1 : 100 000. Состояние местности на 1978 год. Издание 1982 г.